# Parandrinae
Die Parandrinae sind eine Unterfamilie der Bockkäfer mit überwiegend tropischer Verbreitung. Die recht artenarme Unterfamilie umfasst etwa 120 Arten, sie fehlt in Europa (eine Art, die nordamerikanische Neandra brunnea, wurde eingeschleppt). Die Stellung der Gruppe ist taxonomisch umstritten, viele Systematiker betrachten sie als Tribus Parandrini innerhalb der Unterfamilie der Prioninae.

## Merkmale
Die Käfer sind mittelgroß mit einer Körperlänge von 9 bis 40 Millimeter und morphologisch recht einheitlich. Der Körper ist langgestreckt und parallelseitig und einfarbig braun (von gelbbraun bis nahezu schwarz) gefärbt. Die Mundwerkzeuge am Kopf zeigen nach vorn (prognath). Das kurze und quere Labrum ist mit dem Clypeus verschmolzen. An den Mundwerkzeugen ist das Mentum des Labiums kurz und breit, alle distalen Abschnitte kurz und quer, die Palpen am Ende nicht abgestutzt, meist zu Spitze hin etwas verengt. Die Komplexaugen sind von moderater Größe, sie liegen seitlich am Kopf und sind rund oder nur sehr moderat ausgerandet, nicht nierenförmig wie bei den meisten Bockkäfern (Ausnahme, die Gattung Erichsonia). Die Antennen sind nahe der Basis der Mandibeln eingelenkt, sie sind kurz, sie erreichen zurückgelegt kaum die Basis des Pronotum. Die Antennenglieder sind glatt und glänzend. Bei manchen Arten sind sie, nur bei den Männchen, schwach gesägt, der Unterschied zwischen den Geschlechtern ist aber meist gering.
Das Pronotum ist in der Regel auf beiden Seiten deutlich gekielt, diese Kiele nur bei wenigen Arten vorn undeutlich, ein gekieltes Pronotum haben innerhalb der Bockkäfer sonst nur noch die Prioninae. Die Vorderhüften sind deutlich quer, die Hüfthöhlen hinten offen oder sehr schmal geschlossen. Die Beine sind immer verhältnismäßig kurz, ihre Schienen abgeplattet, außen in der Regel gekielt, mit zwei ungleichen Spornen am apikalen Ende. Bei den Fußgliedern sind alle fünf Glieder deutlich sichtbar, das vierte nicht auffallend verkleinert, das dritte nur undeutlich zweilappig oder sogar ganz ungeteilt. Die ersten drei sind sehr kurz, das fünfte verlängert mit zwei langen, sichelartigen freien Krallen. Die Elytren sind parallelseitig und erreichen das Hinterleibsende. Mit Ausnahme der australischen Art Storeyandra frenchi (mit ungeflügelten Männchen) sind die Hinterflügel voll ausgebildet, die Käfer flugfähig.

## Biologie und Lebensweise
Die Larven der Parandrinae leben soweit bekannt in Totholz. Das können stark zersetzte und weiche, wassergesättigte liegende Stämme sein, oder abgestorbene Partien noch lebender Bäume. Die Arten sind meist polyphag, bevorzugen aber Holz von Bedecktsamern, einige Arten werden aber auch von Nadelhölzern der Gattung Araucaria angegeben. Es gibt seltene Angaben für Entwicklung in lebendem Holz, wenn dies, etwa an Bruchstellen, freiliegt. Die Larven verpuppen sich in einer ausgenagten Puppenwiege im Holz. Die nachtaktiven imaginalen Käfer werden meist in Baumhöhlen oder unter loser abgestorbener Baumrinde gefunden, sie sind nachtaktiv. Bei einigen Arten, die sich in totem Kernholz entwickeln, können sich die Baumhöhlen durch Überwallung schließen, so dass die Käfer sich im Inneren fortpflanzen und kaum mehr ins Freie kommen.

## Phylogenie und Systematik
Die Unterfamilie wurde, als Parandrides, 1845 durch den französischen Entomologen Charles Émile Blanchard in seinem Werk Histoire des insectes, traitant de leurs moeurs et de leurs métamorphoses en général, et comprenant une nouvelle classification fondée sur leurs rapports naturels eingeführt. Ein Synonym ist Parandraeidae Gistel, 1848. Die Gruppe wurde zuerst umfassend durch den belgischen Entomologen Auguste Lameere überarbeitet, der alle damals bekannten Arten in eine einzige Gattung Parandra stellte. Später wurden die meisten der von ihm unterschiedenen Untergattungen zu Gattungen erhoben und neue Gattungen beschrieben. Heute werden meist 19 Gattungen mit zusammen knapp 120 Arten unterschieden. Die Parandrinae werden gewöhnlich in zwei Triben gegliedert:
- Tribus Parandrini Blanchard, 1845[3][5][6]
  - Gattung Stenandra Lameere, 1912. tropisches Afrika, Madagaskar, Indonesien, Vietnam.
  - Gattung Neandra Lameere, 1912. Nordamerika, in Europa eingeschleppt.
    - Neandra brunnea (Fabricius, 1798)
    - Neandra marginicollis (Schaeffer, 1929)

  - Gattung Parandra Latreille, 1802. Typusgattung. Amerika.
  - Gattung Archandra Lameere, 1912.
    - Archandra caspia (Ménétriés, 1832), Zentralasien und Kaukasusregion.

  - Gattung Hawaiiandra Santos-Silva, Heffern & Matsuda, 2010. Hawaii-Inseln.
  - Gattung Storeyandra Santos-Silva, Heffern & Matsuda, 2010. Australien.
  - Gattung Malukandra Santos-Silva, Heffern & Matsuda, 2010. Südostasien bis Neuguinea.
  - Gattung Caledonandra Santos-Silva, Heffern & Matsuda, 2010. Neukaledonien.
  - Gattung Acutandra Santos-Silva, 2002. Südamerika und Afrika.
  - Gattung Melanesiandra Santos-Silva, Heffern & Matsuda, 2010. Neuguinea, pazifische Inseln.
  - Gattung Birandra Santos-Silva, 2002. Mexiko und Karibik.
  - Gattung Papuandra Santos-Silva, Heffern & Matsuda, 2010. Neuguinea und Australien.
  - Gattung Komiyandra Santos-Silva, Heffern & Matsuda, 2010. Ostasien, von Japan bis Neuguinea.
  - Gattung Adlbauerandra Boyet, Drumond & Santos-Silva 2012. Zentralafrika.
  - Gattung Meridiandra Boyet, Drumond & Santos-Silva 2012. Südafrika.
  - Gattung Birandra Santos-Silva & Shute, 2009. Südamerika.
- Tribus Erichsoniini Thomson, 1861, mit der einzigen Gattung Erichsonia und der einzigen Art Erichsonia dentifrons Westwood, 1849. Mexiko und Mittelamerika.

Die Berechtigung der Unterfamilie wird seit längerer Zeit bezweifelt, da die meisten morphologischen Merkmale Plesiomorphien, also gemeinsame Stammgruppen-Merkmale, sind. Sie wird aber vielfach, auch in neueren Werken, aus pragmatischen Gründen aufrechterhalten. Nach molekularen Merkmalen (Vergleich homologer DNA-Sequenzen) sind die Parandrinae in die Unterfamilie der Prioninae eingeschachtelt. Vermutlich sind auch die Parandrini und die Erichsoniini keine Schwestergruppen, allerdings sind die Parandrini selbst wohl monophyletisch. Sie könnten daher besser als Tribus Parandrini in die Unterfamilie Prioninae mit einbezogen werden. Will man sie als Unterfamilie aufrechterhalten, würden dadurch die Prioninae paraphyletisch.